# Brassica gravinae
Brassica gravinae là loài có hình thức quang hợp trung gian giữa kiểu quang hơp C3 và kiểu C4.
Brassica gravinae là một loài thực vật có hoa trong họ Cải. Loài này được Ten. mô tả khoa học đầu tiên năm 1811.